# 畹町桥
畹町桥，又称畹九桥，位于中国云南省德宏傣族景颇族自治州畹町镇，跨越畹町河连接缅甸棒赛（九谷），是中国与缅甸之间的界河桥，第二次世界大战时期中国远征军自畹町桥入缅抗战，现为第八批全国重点文物保护单位。

## 历史
1938年抢修滇缅公路，在今畹町桥位置建成一座单孔石拱桥，长8米。第二次世界大战期间，中国远征军于畹町桥奔赴缅甸战场；东南沿海被日军封锁后，盟军援助中国的军火物资也经畹町桥进入中国，到日军攻入畹町前共有超过50万吨物资自畹町桥输入中国。1942年5月，日军自畹町桥攻入中国。1945年1月20日，日军撤退时将畹町桥炸毁，同月中美联军重建贝雷式钢桁架桥，长21米、宽5米，桥面距河9米，两侧钢架栏杆高1米，桥面以方木铺就，保存至今。1945年1月21日，中华民国国军参谋总长何应钦、远征军司令长官卫立煌及远征军各军师长，率领中国军民在畹町举行标志收复滇西国土的升国旗典礼。同年1月28日，又在畹町桥头举行中印公路通车典礼。
1952年8月17日，中华人民共和国政务院批准畹町为国家级口岸，畹町桥是畹町口岸的重要组成，曾有大批物资自畹町桥进口到中国。1956年12月15日，中华人民共和国总理周恩来、副总理贺龙陪同缅甸总理吴巴瑞等步行从畹町桥入境，并在桥头发表讲话，随后前往芒市参加中缅边民联欢大会。1979年修葺加固，桥面铺钢混预制板，两侧有钢架护栏。1992年3月，中缅双方新建畹町桥，1993年2月竣工，全长40米，为1孔径跨30米下沉式预应力拱梁桥。新桥落成后，老桥停止使用，仅供游人参观。
2012年，台湾导演郑芬芬拍摄电影《畹町桥》，隔年于中国大陆上映。

## 文物保护
2012年，畹町桥被云南省人民政府批准为云南省文物保护单位，中缅边民联欢大会楼旧址、中缅首次勘界会议楼旧址也一同成为云南省文物保护单位。2019年升格全国重点文物保护单位，中缅边民联欢大会楼包含在内。